# 下十字架 (菲奥伦蒂诺)
《下十字架》（意大利语：Deposizione）是意大利文艺复兴画家罗索·菲奥伦蒂诺的一幅祭坛画，是一幅木板油画，绘制于 1521 年，描绘基督下十字架的场景。这幅画原在沃尔泰拉主教座堂，现藏于该市的市立美术馆。

## 解释
这幅画经常被拿来与同时期风格主义画家蓬托莫 的同一主题作品（1528 年）进行比较。
这幅画描绘了上下两个舞台：在上半幅中，描绘工人在梯子上，取走被钉十字架的基督，在下半幅中，男女都沉浸在悲伤中：圣母玛利亚头部低垂，由两个女人搀扶。抹大拉的马利亚身穿红衣，晕倒在圣母脚前。悲痛欲绝的使徒埋头饮泣。背景的天空色彩暗淡。 一位评论家描述道“剧烈的痛苦......呈现为极端的表情、棱角分明的身体串联在一起，以及在衣服上清晰地画出清晰褶皱的耀眼光线。” 